# Colin Dexter
Colin Dexter (29. září 1930, Stamford – 21. března 2017, Oxford) byl anglický spisovatel známý zejména jako autor detektivek, jejímž hlavním hrdinou je inspektor Morse.
Vystudoval Christ's College na Univerzitě v Cambridge a řadu let pracoval jako učitel. V roce 1966 se usadil v Oxfordu, kde vyučoval latinu a řečtinu. V roce 1975 vydal svůj první detektivní román Poslední autobus do Woodstocku (Last Bus to Woodstock), jehož děj je situovaný do Oxfordu a jehož hlavním hrdinou je inspektor Endeavour Morse. Později byla série knih zpracována do podoby televizního seriálu, v němž hlavní roli ztvárnil John Thaw.